# Benincaseae
Benincaseae, tribus tikvovki. Sastoji se od 25 rodova.; tipični je beninkasa (Benincasa) iz tropske Afrike i Azije.
Opisan je u Mémoires de la Société de Physique et d'Histoire Naturelle de Genève 3(1): 24. 1825.

## Rodovi i broj vrsta
1. Tribus Benincaseae Ser.
  1. Zehneria Endl. (74 spp.)
  2. Papuasicyos Duyfjes (8 spp.)
  3. Scopellaria W. J. De Wild. & Duyfjes (2 spp.)
  4. Citrullus Schrad. ex Eckl. & Zeyh. (7 spp.)
  5. Raphidiocystis Hook. fil. (5 spp.)
  6. Peponium Engl. (20 spp.)
  7. Lagenaria Ser. (6 spp.)
  8. Indomelothria W. J. De Wild. & Duyfjes (2 spp.)
  9. Acanthosicyos Welw. ex Hook. fil. (1 sp.)
  10. Cephalopentandra Chiov. (1 sp.)
  11. Lemurosicyos Keraudren (1 sp.)
  12. Borneosicyos W. J. J. O. De Wild. (1 sp.)
  13. Solena Lour. (2 spp.)
  14. Benincasa Savi (2 spp.)
  15. Blastania Kotschy & Peyr. (2 spp.)
  16. Dactyliandra (Hook. fil.) Hook. fil. (2 spp.)
  17. Ctenolepis Hook. fil. (1 sp.)
  18. Khmeriosicyos W. J. De Wild. & Duyfjes (1 sp.)
  19. Trochomeria Hook. fil. (7 spp.)
  20. Ruthalicia C. Jeffrey (2 spp.)
  21. Melothria L. (15 spp.)
  22. Diplocyclos (Endl.) Post & Kuntze (4 spp.)
  23. Coccinia Wight & Arn. (31 spp.)
  24. Muellerargia Cogn. (2 spp.)
  25. Cucumis L. (62 spp.)